# Tariona maculata
Tariona maculata är en spindelart som beskrevs av Pelegrín Franganillo Balboa 1930. 
Tariona maculata ingår i släktet Tariona och familjen hoppspindlar. Inga underarter finns listade i Catalogue of Life.